# Benjamin Limo
Benjamin Limo (ur. 23 sierpnia 1974) – kenijski lekkoatleta, długodystansowiec.
Limo zawodowo zaczął trenować bieganie dopiero w 1997, w 2005 został wybrany sportowcem roku w Kenii.

## Osiągnięcia
- 1. miejsce podczas Finału Grand Prix IAAF (Bieg na 3000 m Monachium 1999)
- srebrny medal światowych igrzysk wojska w biegu na 5000 metrów (Katania 2003)
- 2 medale Mistrzostw świata w lekkoatletyce (bieg na 5000 m, srebro – Sewilla 1999 & złoto – Helsinki 2005)
- 2 medale Igrzysk Wspólnoty Narodów (bieg na 5000 m, srebro – Melbourne 2002 i brąz – Manchester 2006)
- 8 medali Mistrzostw świata w biegach przełajowych:
  - Marrakesz 1998 - złoto drużynowo (krótki dystans)
  - Belfast 1999 - na krótkim dystansie złote medale zarówno drużynowo jak i indywidualnie
  - Ostenda 2001 -  brąz indywidualnie oraz złoto w drużynie (krótki dystans)
  - Lozanna 2003 -  brąz indywidualnie oraz złoto w drużynie (krótki dystans)
  - Fukuoka 2006 - złoto w drużynie (krótki dystans)

## Rekordy życiowe
- Bieg na 3000 m - 7:28.67 (1999)
- Bieg na 5000 m - 12:54.99 (2003)
- Bieg na 10 000 m - 27:42.43 (2004)